# Terreinafscheiding Zorgvlied
De Terreinafscheiding Zorgvlied is een terreinafscheiding aan de zuidoost kant van Begraafplaats Zorgvlied in Amsterdam maar beheerd door de gemeente Amstelveen.
Die begraafplaats heeft altijd haar ingang gehad aan de Amsteldijk, ooit gelegen in gemeente Nieuwer-Amstel, maar opgeslokt door gemeente Amsterdam. De begraafplaats zelf ligt op grondgebied van de uit Nieuwer-Amstel voortgekomen gemeente Amstelveen. De begraafplaats kreeg bij de inrichting in 1870 een hekwerk mee, dat in de jaren twintig mede door uitbreiding van de begraafplaats aan vervanging toe was. Dat kwam mede doordat Amsterdam een strook grond langs de Amstel en Amsteldijk nodig had vanwege de bouw van Gemaal Stadwijck.  Er kwam in 1926 een nieuw hekwerk in de bouwstijl van de Amsterdamse School. Daarbij werden twee ingangen gecreëerd; één bij de doodgraverswoning (later kantoor) en één met een oprijlaan richting de aula. Smeedijzeren hekwerken zijn opgehangen aan vierkante kolommen van baksteen die op een plint staan. Deze hekwerken lopen door in de vleugels van de terreinafscheiding. Op sommige pijlers staan lantaarns in dezelfde bouwstijl. Ook de aanduiding Zorgvlied op beide pijlers is in de bijbehorende typografie uitgevoerd. Dat de gemeente Amstelveen hier de baas was blijkt nog uit het Wapen van Amstelveen dat op de middenpijlers van de poorten terug te vinden, als ook in het kantoorgebouw.

## Monument

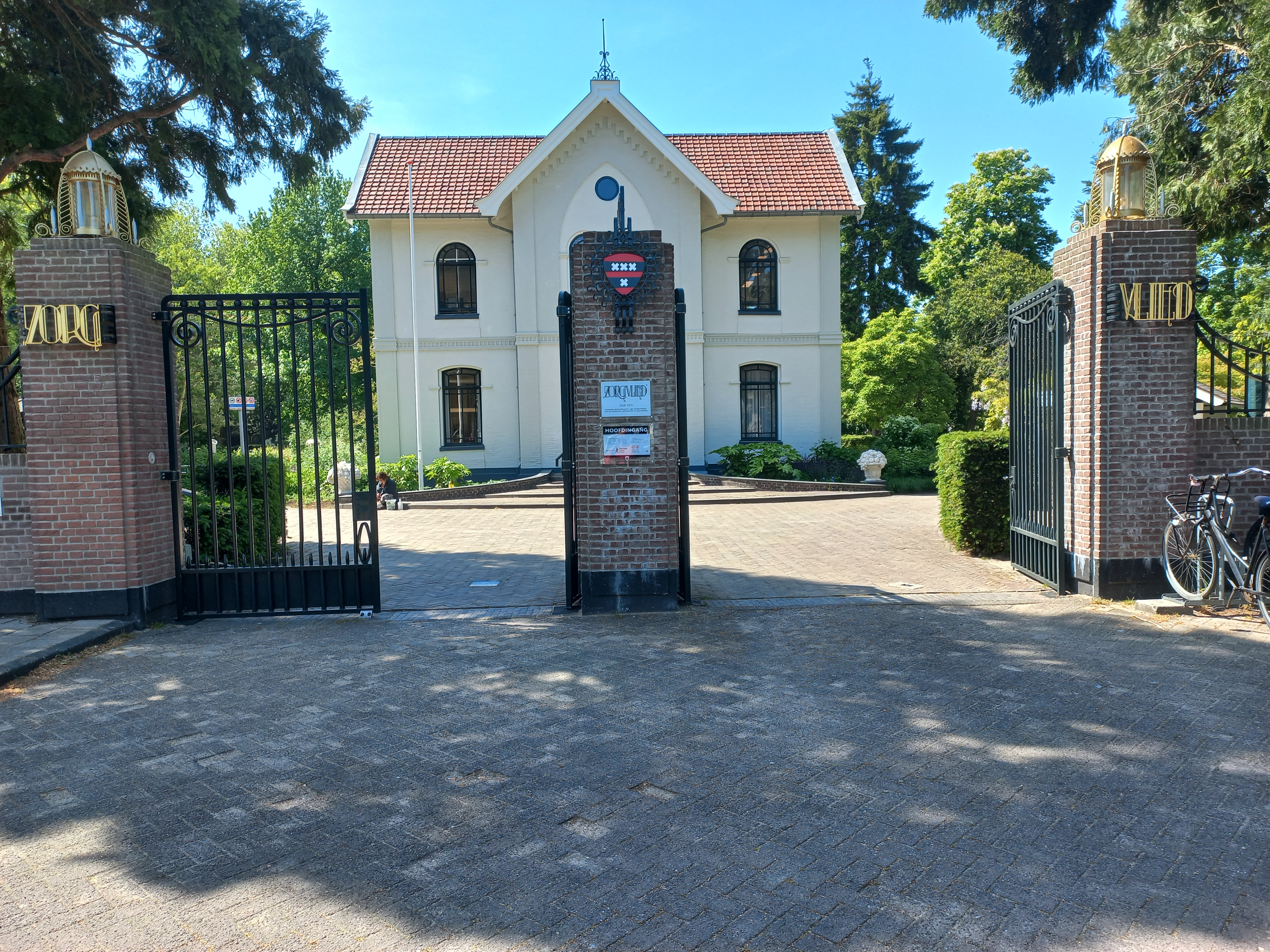
Toegang kantoorvilla (mei 2023)

Het ontwerp kwam van Leo van der Bijl, gemeente-opzichter en -architect van Nieuwer-Amstel als ook directeur van de begraafplaats. Het hekwerk werd op 10 maart 2008 benoemd tot apart rijksmonument (530059) binnen het monumentencomplex dat Zorgvlied als geheel is (530056). Het werd aangeduid als van 
cultuurhistorische en typologische waarde en historisch-functioneel onderdeel van complex Zorgvlied